# Podisus mucronatus
Podisus mucronatus är en insektsart som beskrevs av Philip Reese Uhler 1897. Podisus mucronatus ingår i släktet Podisus och familjen bärfisar. Inga underarter finns listade i Catalogue of Life.